# Palizzi
Pour les articles homonymes, voir Palizzi (homonymie).
Palizzi est une commune de la province de Reggio de Calabre, dans la région Calabre, en Italie.

## Économie
Les principales activités économiques sont la culture de la vigne, dont on fait un vin connu depuis l'Antiquité dans la zone (actuellement appellation IGT Palizzi), la culture de la bergamote et des olives ainsi que l'élevage. Le tourisme constitue la majeure partie de l'activité, principalement en été. En termes d'équipements d'accueil, la commune possède un vaste camping, un hôtel-restaurant et un village de vacances ; il est également possible de louer des appartements ou des villas.

## Administration
| Période                                  | Période  | Identité        | Étiquette       | Qualité |
| ---------------------------------------- | -------- | --------------- | --------------- | ------- |
| 30 mai 2006                              | En cours | Giovanni Nocera | Centro-Sinistra |         |
| Les données manquantes sont à compléter. |          |                 |                 |         |

### Hameaux
Palizzi Marina, Palizzi Superiore, Pietrapennata, Spropoli, Contrada Iermanata, Contrada Gruda, Case Sparse.

### Communes limitrophes
Bova, Bova Marina, Brancaleone, Staiti.

### Évolution démographique
Habitants recensés

## Personnalités liées
La fratrie Misefari est née à Palizzi :
- Bruno Misefari (1892-1936), philosophe, poète et ingénieur anarchiste ;
- Enzo Misefari (1899-1993), homme politique, syndicaliste et historien communiste ;
- Ottavio Misefari (1909-1999), footballeur, entraineur et dirigeant sportif.